# Drużynowe Mistrzostwa Świata Juniorów na Żużlu 2014
Drużynowe Mistrzostwa Świata Juniorów na Żużlu 2014 (DMŚJ) – cykl turniejów żużlowych, mających wyłonić najlepszą drużynę narodową (do lat 21) w sezonie 2014. Po raz siódmy w historii złote medale zdobyli reprezentanci Polski.

## Finał
- Slangerup, 23 sierpnia 2014

| Msc |                                                                   | Drużyna / Zawodnik                                   | Biegi       | Punkty |
| --- | ----------------------------------------------------------------- | ---------------------------------------------------- | ----------- | ------ |
| 1   |                                                                   | Polska                                               | Polska      | 51     |
| 1   | Bartosz Zmarzlik Piotr Pawlicki Kacper Gomólski Paweł Przedpełski | (2,3,3,2,3) (3,3,3,2,3) (3,2,3,2,0) (3,3,3,2,3)      | 13 14 10 14 |        |
| 2   |                                                                   | Dania                                                | Dania       | 35     |
| 2   | Mikkel Bech Mikkel Michelsen Anders Thomsen Lasse Bjerre          | (w,4!,2,1,w) (2,3,1,3,3) (1,2,2,1,2) (t,2,2,3,1)     | 7 12 8      |        |
| 3   |                                                                   | Szwecja                                              | Szwecja     | 21     |
| 3   | Jacob Thorssell Victor Palovaara Fredrik Engman Oliver Berntzon   | (0,1,1,0,1,2) (2,w,0,0,–) (0,1,1,–,2) (1,1,2,2!,3,1) | 5 2 4 10    |        |
| 4   |                                                                   | Czechy                                               | Czechy      | 16     |
| 4   | Václav Milík Eduard Krčmář Zdeněk Holub Michal Škurla             | (2,d,0!,1,3,1) (3,0,0,d,1,0) (1,1,–,0,2) (1,0,–,0,0) | 7 4 1       |        |

Bieg po biegu:
1. Pawlicki, Milík, Berntzon, Bjerre (t)
2. Krčmář, Zmarzlik, Thomsen, Engman
3. Gomólski, Palovaara, Škurla, Bech (w/su)
4. Przedpełski, Michelsen, Holub, Thorssell
5. Przedpełski, Bech (4!), Berntzon, Krčmář
6. Michelsen, Gomólski, Engman, Milík (d/s)
7. Zmarzlik, Bjerre, Holub, Palovaara (w/u)
8. Pawlicki, Thomsen, Thorssell, Škurla
9. Zmarzlik, Berntzon, Michelsen, Milík (0!)
10. Pawlicki, Bech, Engman, Krčmář
11. Przedpełski, Thomsen, Milík, Palovaara
12. Gomólski, Bjerre, Thorssell, Krčmář (d4)
13. Bjerre, Przedpełski, Berntzon (2!), Škurla
14. Berntzon, Gomólski, Thomsen, Holub
15. Michelsen, Pawlicki, Krčmář, Palovaara
16. Milík, Zmarzlik, Bech, Thorssell
17. Pawlicki, Thomsen, Berntzon, Škurla
18. Michelsen, Holub, Thorssell, Gomólski
19. Zmarzlik, Engman, Bjerre, Krčmář
20. Przedpełski, Thorssell, Milík, Bech (w/u)